# Virginio Colombo
Virginio Colombo (Brera, Milán, Italia; 22 de julio de 1884 - Buenos Aires, Argentina; 22 de julio de 1927) fue un arquitecto ítalo-argentino que se transformó en uno de los mayores arquitectos del art nouveau (corriente liberty milanés) en Buenos Aires, donde murió a los 43 años, en su estudio de la calle Moreno 2091, como consecuencia de un disparo de arma en la cabeza, región temporal. Realizó allí cerca de 50 obras. A lo largo de su ejercicio profesional, se han determinado documentalmente varios estudios diferentes: por ejemplo en la Av. Santa Fe 3976 en 1911,  Riobamba 358 en 1913.

## Vida
Realizó sus estudios en la Academia de Bellas Artes de Brera, donde fue discípulo de Giuseppe Sommaruga, uno de los mayores representantes del naciente estilo art nouveau en Milán. Llegó e Buenos Aires en 1906, contratado por el Ministerio de Obras Públicas para ejecutar las decoraciones del Palacio de Justicia (del arquitecto francés Norberto Maillart).
Fue contratado por director del estudio de los ingenieros Vinent, Maupas y Jáuregui en 1909, y con ellos proyecta dos de los pabellones de la Exposición del Centenario de la Revolución de Mayo: el de Festejos y Actos Públicos y el de Servicio Postal (aún en pie). Ambos trabajos lo hacen ganador de la Medalla de Oro.
Ya independizado, en 1911 termina la Casa Calise, importante obra de estilo liberty milanés en la calle Hipólito Yrigoyen n.º 2562/78. Al año siguiente realiza uno de sus trabajos más importantes: la llamada Casa de los Pavos Reales, sobre la Avenida Rivadavia n.º 3216/36, combinando estilos veneciano y liberty.
En 1913 se inaugura su nuevo edificio para la Società Unione Operai Italiani, calle Sarmiento n.º 1374/82, hoy abandonado y muy deteriorado. Dos años después realiza el Teatro Andrea Doria (Av. Rivadavia 2330), demolido en 1967. Sus siguientes trabajos son: la Fábrica Anda (Humberto 1.º 2048/60, año 1916), la Villa Carú (Av. Rivadavia 5491, año 1917, demolida en 1967), la Casa Garbesi (Av. Rivadavia 4787, año 1918, demolida), la Casa Grimoldi (Avenida Corrientes 2548/60, 1918) y la Casa Anda (Avenida Entre Ríos 1081/3, año 1922).
Colombo continuó durante la década de 1920 realizando viviendas particulares (como la casa para la familia Lagomarsino, en 1920, actual en Azcuénaga 1083/87, Buenos Aires), locales comerciales y edificios de renta (alquiler), sobre todo en la zona norte de la ciudad de Buenos Aires. Sin embargo, falleció a la temprana edad de 42 años.
Estuvo casado con Elena Cesarina Raquel Giovanola, hija de Cesare Giovanola y Ángela Bossi, nacida en la Ciudad de La Plata, Provincia de Buenos Aires el 19 de noviembre de 1888. Llamada familiarmente Raquel, dio ese nombre a la primera casa que construye como vivienda en la calle Páez 2856, en una zona entonces semidescampada. Se dice que recibió ayuda de su suegro, para la ornamentación de ese proyecto. Dos hijos de ese matrimonio sobrevivieron al padre: Virginio Colombo(h) y María Isabel Colombo.

## Estilo
El estilo de Virginio Colombo se encuadra dentro del modernismo ecléctico, al igual que muchos otros arquitectos italianos que se radicaron en Buenos Aires en su tiempo, caracterizándose por la aparición de elementos de la arquitectura medieval (arcos redondeados, ventanas y loggias, ornamentaciones florales o cornisas dentadas. A estos rasgos se sumaron las influencias del art nouveau, que Colombo combinó para obtener un estilo muy personal, dentro de lo que es la escuela italiana del art nouveau.
Hacia fines de la década de 1910, evoluciona hacia el clasicismo y el monumentalismo, sin dejar el modernismo (Casa Grimoldi), adoptando el clasicismo ecléctico.

## Obras

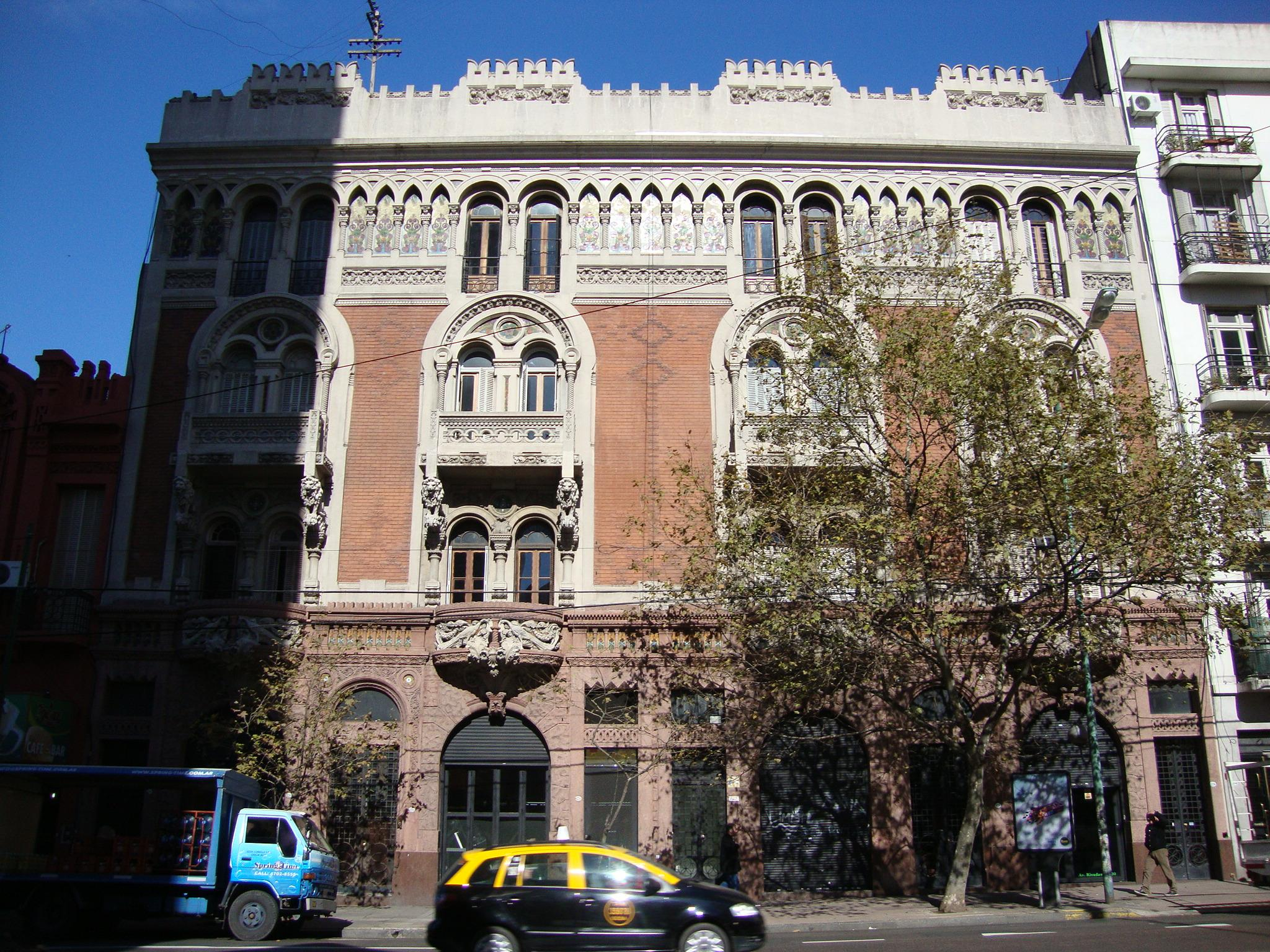
Casa de los Pavos Reales, Av. Rivadavia 3222, Balvanera.
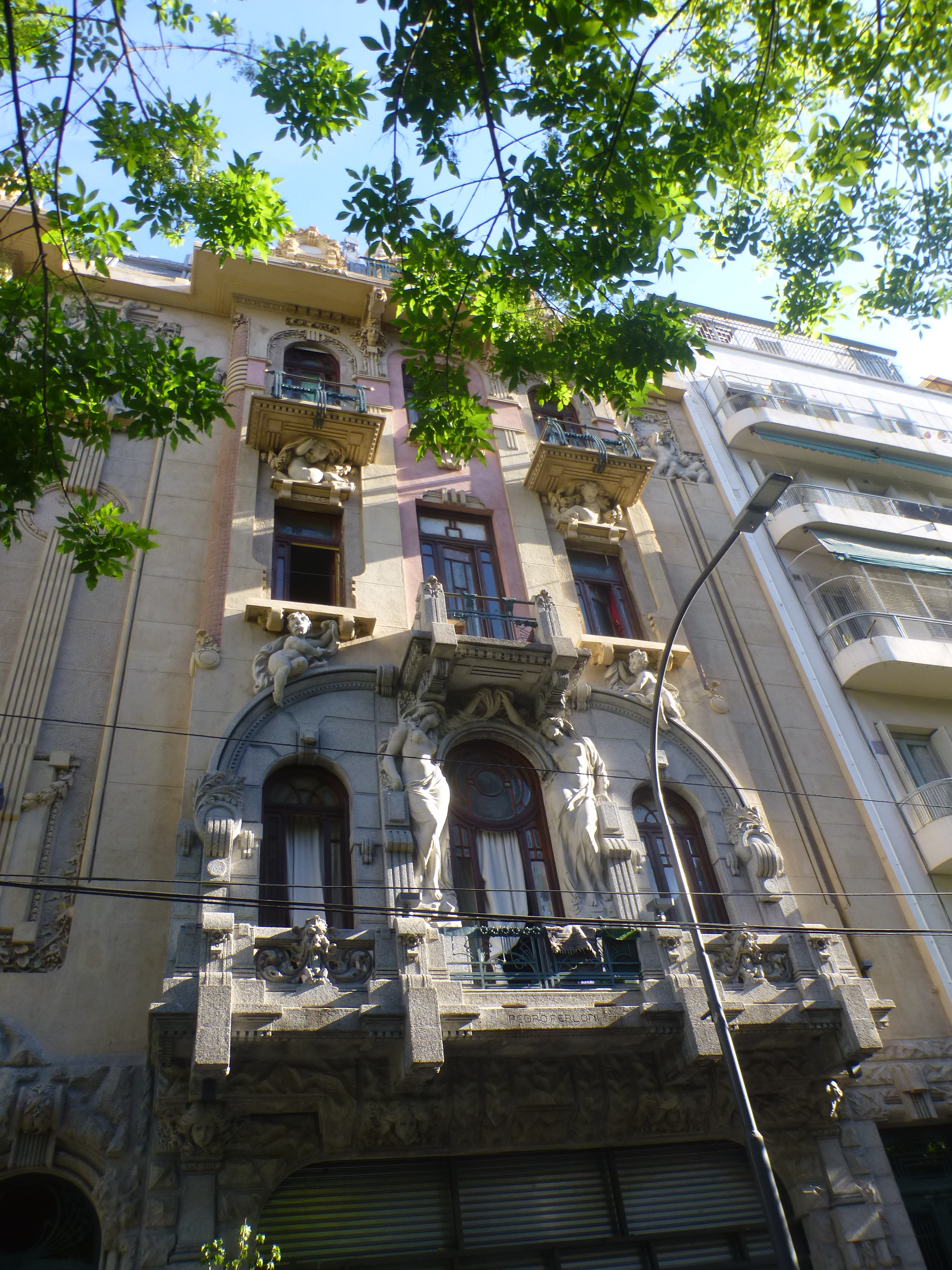
Casa Calise, Hipolito Yrigoyen 2562, Balvanera.
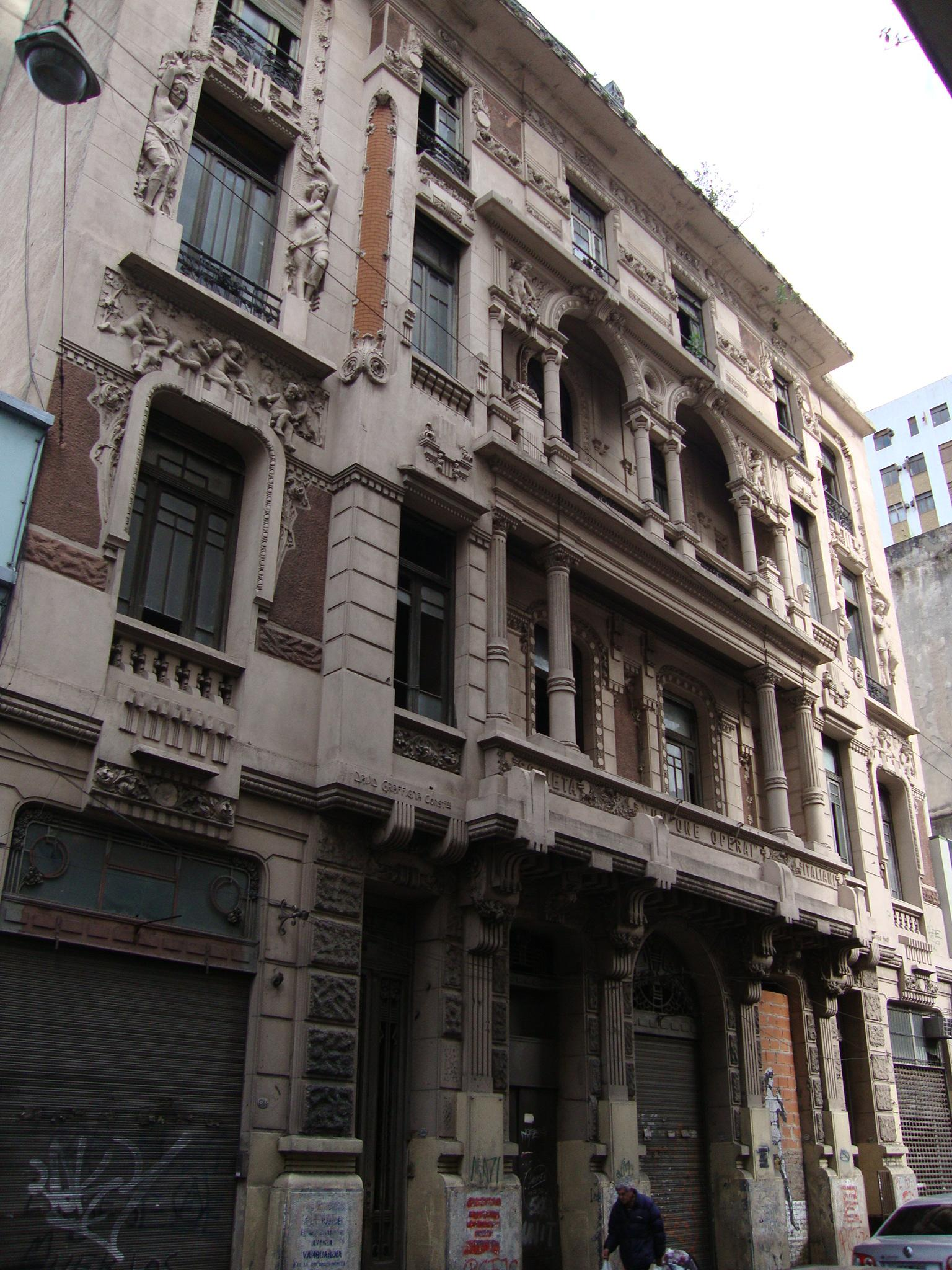
Società Unione Operai Italiani, Sarmiento 1364, San Nicolás.
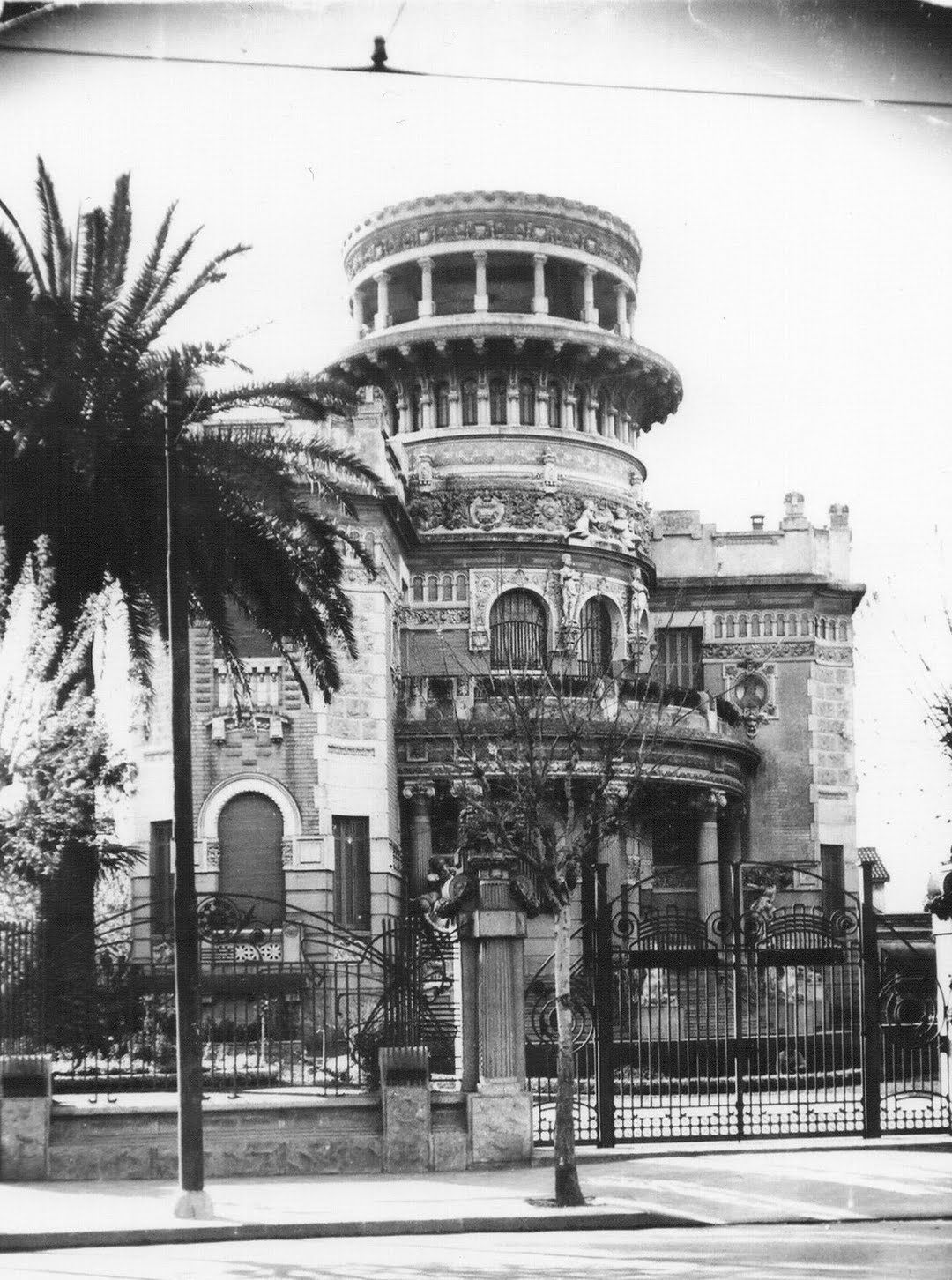
Villa Carú-Costa. Av. Rivadavia 5491, Barrio Caballito. Demolida en 1967
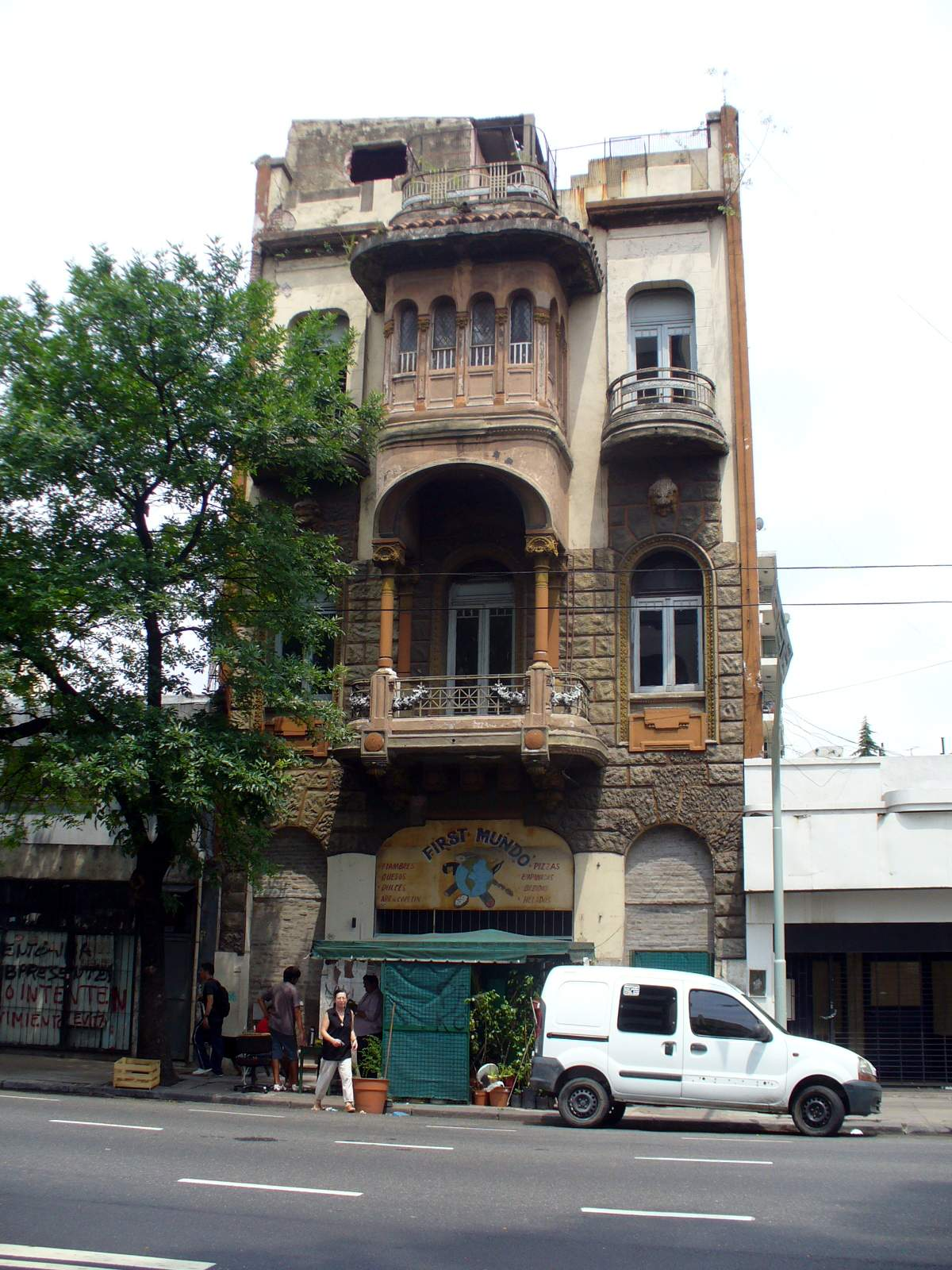
Casa Anda. Av. Entre Ríos 1081, barrio de San Cristobal. En estado de abandono y ruina.
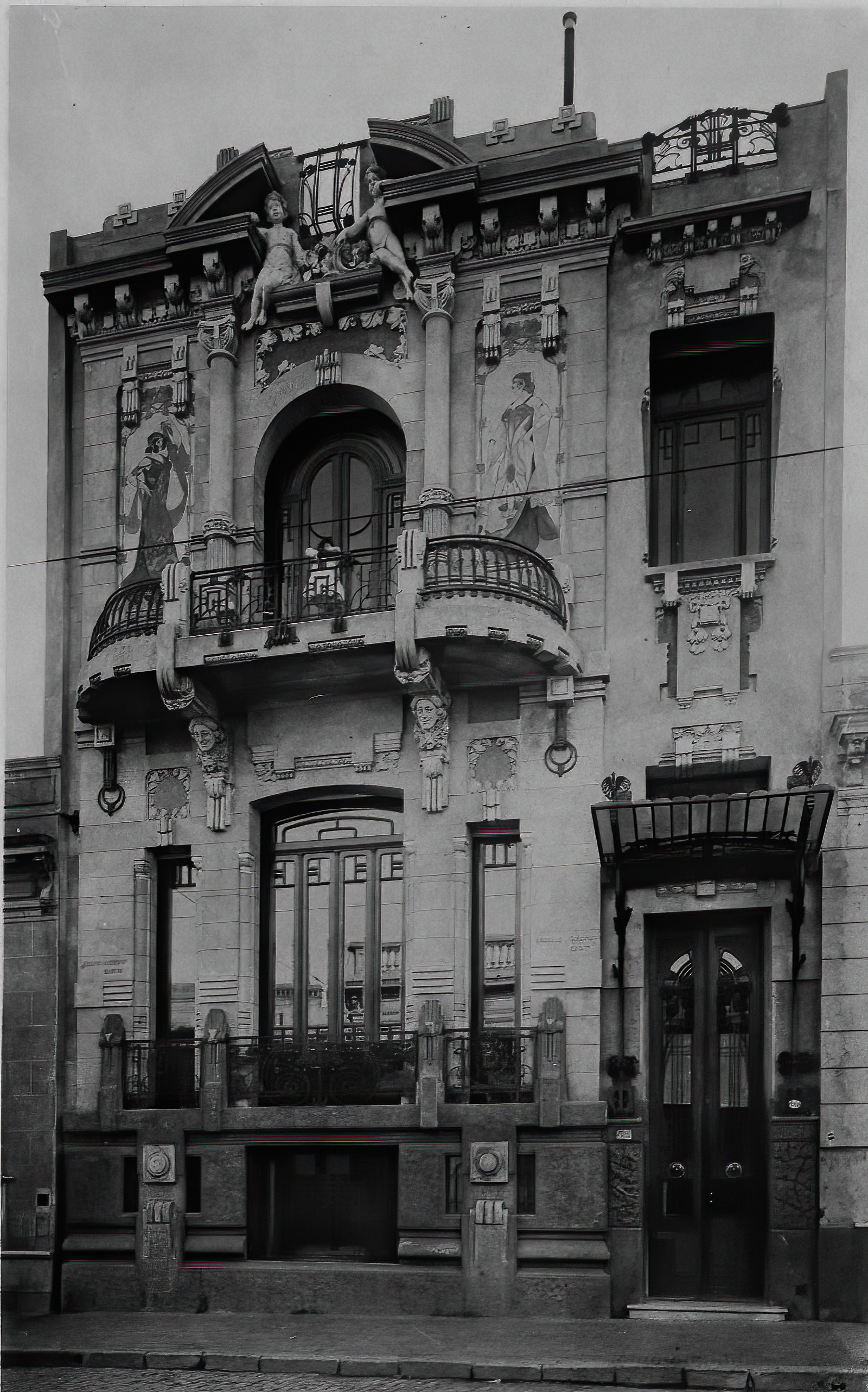
Vivienda Unifamiliar para la Familia Gigena - Seeber. Tucuman 1961, Balvanera.
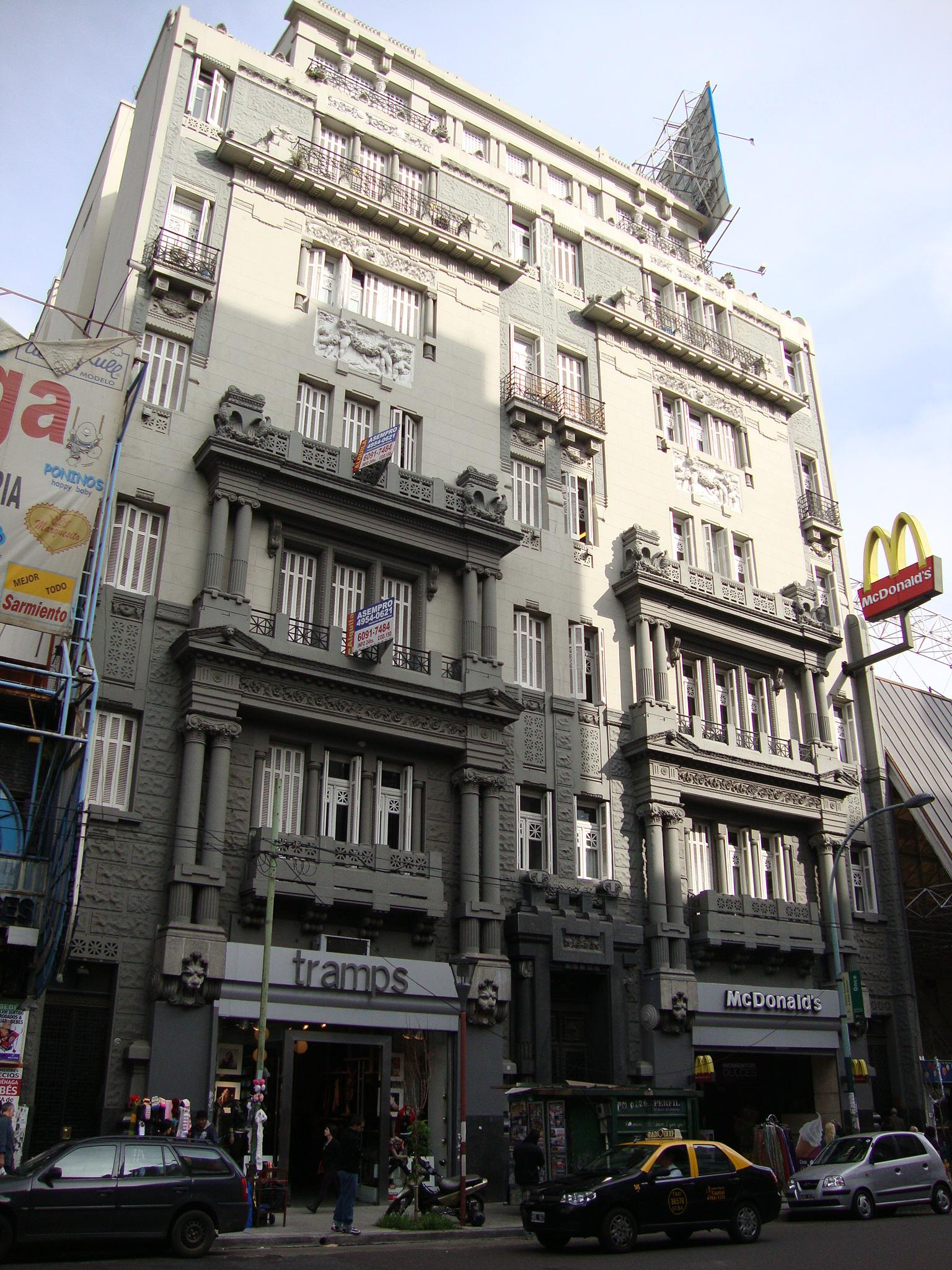
Casa Grimoldi, en Av. Corrientes.
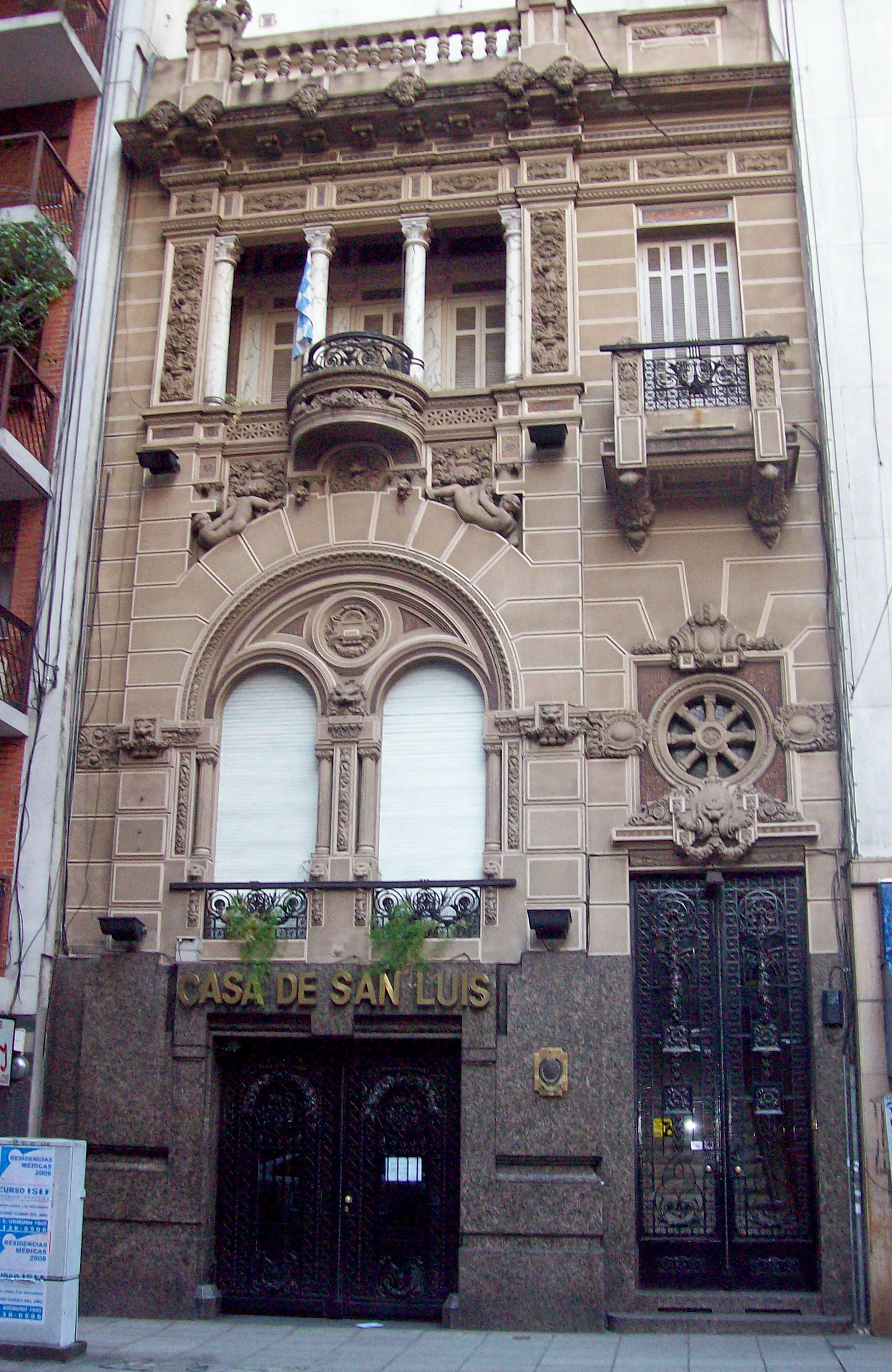
Casa de San Luis, Azcuénaga 1083, Buenos Aires.